# Renault Z.E.
O Z.E. (Zero Emission) é um modelo conceitual de porte mini apresentado pela Renault na edição de 2008 do Paris Motor Show.